# 1675

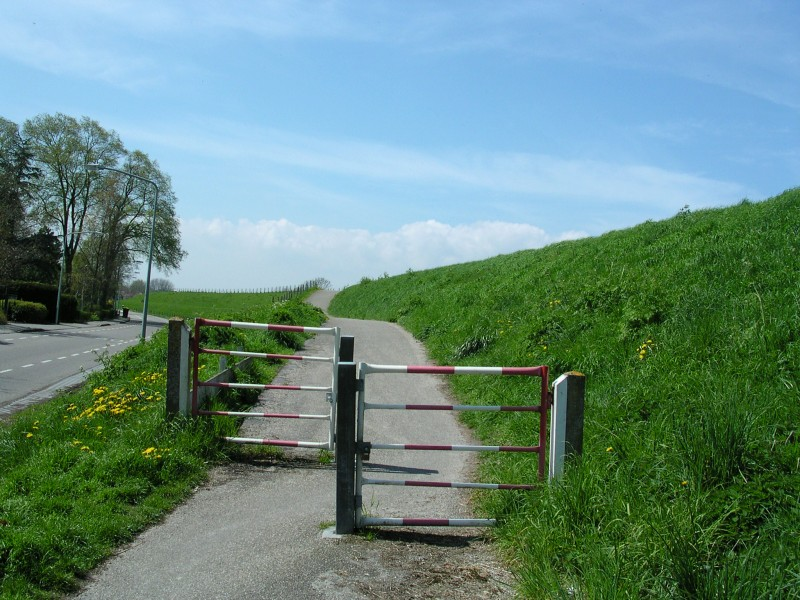
De Westfriese Omringdijk bij Andijk

Het jaar 1675 is het 75e jaar in de 17e eeuw volgens de christelijke jaartelling.

## Gebeurtenissen
januari
- 20 - Willem III verschijnt voor de Staten van Gelre. Hij bedankt voor de hem aangeboden hertogstitel.

maart
- maart - Franse troepen nemen de citadel van Luik in.

mei
- mei - Franse troepen nemen de citadel van Dinant in.

juni
- 1 - In het Zweedse Torsaker worden 71 mannen en vooral vrouwen onthoofd en verbrand. Het is het dieptepunt van de Zweedse heksenprocessen, die in 1668 begonnen.
- 16 Zuster Margaretha-Maria Alacoque ontvangt een visioen, waarin haar verklaard wordt dat voortaan op vrijdag na het octaaf van Sacramentsdag een feestdag ter ere van het Heilig Hart van Jezus zal dienen te worden ingesteld. Ook wordt het bezoeken van de H. Mis op de Eerste vrijdag van de maand aanbevolen.
- 22 - Oprichting van het Koninklijk Greenwich Observatorium door de astronoom John Flamsteed, die de eerste directeur wordt.
- 28 De Slag bij Fehrbellin van Zweden tegen Brandenburg wordt door de Zweden verloren.
- juni - Franse troepen nemen de citadel van Hoei in.

augustus
- 1 - Eindhoven zet een boete van 3 gulden op het geven van een aalmoes. bedelen wordt bestraft met gevangenisstraf en bij herhaling op de kaak.
- 2 - Inwijding van de Portugees-Israëlietische Synagoge in Amsterdam.
- 27 - Het Akkoord van Straatsburg wordt gesloten.

september
- 29 - Frederik van Nassau-Weilburg wordt opgevolgd door zijn zoon Johan Ernst.

oktober
- 29 - Leibniz gebruikt voor het eerst het {\displaystyle \int _{}^{\_}}-teken voor integralen.

november
- 4 - De vierde Allerheiligenvloed treft de Nederlandse kust. De Westfriese Omringdijk begeeft het: tussen Scharwoude en Schardam wordt een bres geslagen van 120 meter. Voor de laatste keer overstroomt West-Friesland, en de boeren vluchten met hun vee naar de hoger gelegen kerken.
- 11 - Gobind Singh wordt goeroe van de Sikhs, de laatste, zo kondigt hij aan.

december
- 4 - De juist gedichte Zuiderzeedijk bij Scharwoude breekt opnieuw bij hevige storm.

zonder datum
- John Flamsteed begint met het opstellen van een sterrencatalogus en nummert iedere vaste ster.
- De Staten van Friesland benoemen Hendrik Casimir II bij het bereiken van de 18-jarige leeftijd tot stadhouder. Zij verklaren het stadhouderschap erfelijk in de mannelijke lijn van het Huis Nassau-Dietz.
- In Bredevoort wordt Marry Hoernemans onderworpen aan de waterproef en onschuldig bevonden aan hekserij. Dit is een van de laatste heksenprocessen in Nederland.
- De bisschop van Münster, Christoph Bernhard von Galen, bouwt op het goed Reyerding, 200 meter van de grens verwijderd, een kapel. Het in een achthoekige vorm gebouwde godshuis van hout wordt het religieuze middelpunt voor de verbannen katholieken uit Aalten en Bredevoort.

## Muziek
- Eerste opvoering van de opera Psyche van Matthew Locke
- Jean-Baptiste Lully componeert de opera Thésée

## Bouwkunst

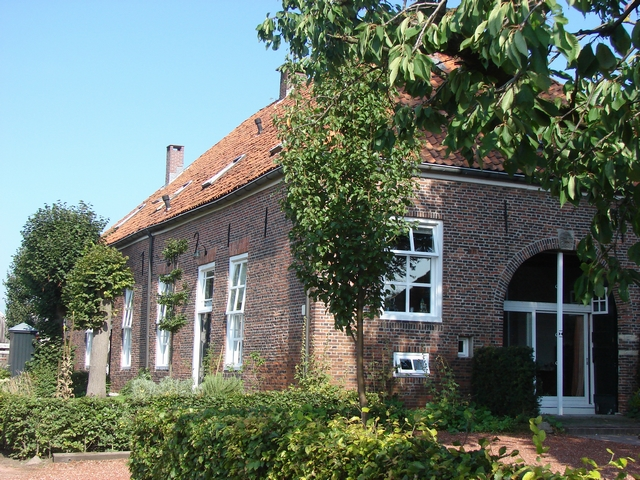
Richtershuis, Lichtenvoorde (1675)

## Geboren
maart
- 31 - Paus Benedictus XIV (gestorven 1758)

juli
- 12 - Evaristo Felice dall'Abaco, Italiaans componist en cellist (gestorven 1742)
- 25 - James Thornhill, Engels kunstschilder (overleden 1734)

oktober
- 7 - Rosalba Carriera, Italiaans pastelschilderes (overleden 1757)

datum onbekend
- Nguyễn Phúc Chu, heerser over de zuidelijke provincies van Vietnam van 1691 tot 1725 (gestorven 1725)

## Overleden
februari
- begraven: 9 - Gerrit Dou (61), Nederlands schilder

september
- 8 - Amalia van Solms (73), gemalin van stadhouder Frederik Hendrik
- 29 - Frederik van Nassau-Weilburg (35), graaf van Nassau-Weilburg

oktober
- 27 - Gilles Personne de Roberval (73), Frans wiskundige

december
- 15 - Johannes Vermeer (43), Nederlands kunstschilder

maart
- 23 begraven - Anthonie van Noordt (~55), Nederlands organist en componist